# Robert Eder (Volkskundler)
Robert Eder (* 13. Juni 1848 in Wien; † 18. März 1918 in Mödling) war ein österreichischer Heimatforscher, Ornithologe und Volkskundler.
Eder war beruflich zehn Jahre im Kaufmannsstande in Wien tätig, anschließend 25 Jahre als Prokurist einer großindustriellen Fabrik in Neustadt an der Tafelfichte (Böhmen). Im Jahre 1900 zog er sich mit seiner Familie nach Mödling ins Privatleben zurück. Bereits in jungen Jahren erwarb er sich einen international guten Namen als Ornithologe. Dieser Neigung blieb er zeit seines Lebens treu. In Mödling leitete er den Verein der Naturfreunde und war hier auch Kurator der höheren landwirtschaftlichen Lehranstalt Francisco-Josephinum.
Seine Hauptinteressen betrafen in seiner Mödlinger Zeit aber hauptsächlich die Geschichte und Volkskunde. Er veröffentlichte eine Reihe von Untersuchungen zur Geschichte der Stadt Mödling ab der Urzeit, schrieb über Mystik und Aberglaube, erforschte Brauch und Sitte, sammelte Sagen und beschäftigte sich mit Vogelleben und Vogelsage.
Ab 1890 war Eder Ehrenmitglied des Ornithologischen Vereines für das nördliche Böhmen in Reichenberg. 1905 wurde er in den Aufsichtsrat des Vereines für österreichische Volkskunde gewählt. 1914 ernannte ihn die k.k. Zentralkommission für Kunst- und historische Denkmäler zum Korrespondenten und ab 1916 war er korrespondierendes Mitglied des Vereines für Landeskunde von Niederösterreich.
Eder hinterließ neben seinen Veröffentlichungen auch eine umfangreiche volkskundliche Sammlung (hauptsächlich zum Thema Aberglaube).

## Werke (Auswahl)
- Heilkräftige Johanneshäupter, Zeitschrift für österreichische Volkskunde 10, 1904, S. 107.
- Neun Heutt des Weib, Zeitschrift für österreichische Volkskunde 10, 1904, S. 155.
- Mittelalterliche Gefäße aus Mödling, Zeitschrift für österreichische Volkskunde 11, 1905, S. 35.
- Volkstümliche Überlieferungen aus Nordböhmen, Zeitschrift für österreichische Volkskunde 12, 1906, S. 208.
- Volkstümliche Überlieferungen aus Nordböhmen II, Zeitschrift für Österreichische Volkskunde 13, 1907, 130ff.
- Die Vögel Niederösterreichs, Mödling 1908, Selbstverlag, 108 S
- Der Bock als Entdecker der Weintraube, der Weinberbock und die Weinbergoas, Zeitschrift für österreichische Volkskunde 15, 1909, S. 180ff.
- Ruthenische Gebräuche, Zeitschrift für österreichische Volkskunde 18, 1912, S. 46ff.
- Der Backtrog als Abwehrmittel gegen Feuergefahr, Zeitschrift für österreichische Volkskunde 19, 1913, S. 35f.
- Religiöse Krankheitsabwehr aus Maria-Enzersdorf, Zeitschrift für österreichische Volkskunde 20, 1914, S. 141f.
- Volkskundliche Überlieferungen aus Nordböhmen, Zeitschrift für österreichische Volkskunde 21–22, 1915–1916, S. 91f.
- Von Gestern und Ehegestern. Gesammelte Aufsätze aus Mödlings Vergangenheit und Gegenwart, Mödling 1919.